# Tenneville
Tenneville es un municipio de la región de Valonia, en la provincia de Luxemburgo, Bélgica. A 1 de enero de 2019 tenía una población estimada de 2832 habitantes.

## Geografía
Se encuentra ubicada al sureste del país, en la zona de las Ardenas y esta bañada por el río Ourthe, un afluente del río Mosa.

### Secciones del municipio
El municipio comprende los antiguos municipios, que se fusionaron en 1977:
| - Tenneville - Champlon - Erneuville |

### Pueblos y aldeas del municipio
El municipio comprende los pueblos y aldeas de:
- en Erneuville: Cens, Tresfontaines, Wembay y Beaulieu
- en Champlon: Journal
- en Tenneville: Ramont, Ortheuville y Laneuville-au-Bois

## Demografía

### Evolución
Todos los datos históricos relativos al actual municipio, el siguiente gráfico refleja su evolución demográfica, incluyendo municipios después de efectuada la fusión el 1 de enero de 1977.
| Gráfica de evolución demográfica de Tenneville entre 1846 y 2020 |
|                                                                  |